# Piaggio Porter
El Piaggio Porter es un pequeño y ligero automóvil de carga fabricado desde 1960 por la empresa italiana Piaggio en asociación con la japonesa Daihatsu. Cuenta con versiones de tracción trasera o total, furgoneta cerrada o acristalada, pickup, basculante, chasis para adaptación, con caja, todoterreno e incluso, eléctrico.